# Saint-Martin-Bellevue
Saint-Martin-Bellevue is een plaats en voormalige gemeente in het Franse departement Haute-Savoie in de regio Auvergne-Rhône-Alpes en telt 1739 inwoners (1999).

## Geschiedenis
De plaats maakt deel uit van het arrondissement Annecy. Op 1 januari 2017 fuseerde de gemeente met Aviernoz, Évires, Les Ollières en Thorens-Glières tot de commune nouvelle Fillière.

## Geografie
De oppervlakte van Saint-Martin-Bellevue bedraagt 9,4 km², de bevolkingsdichtheid is 185,0 inwoners per km².
De onderstaande kaart toont de ligging van Saint-Martin-Bellevue met de belangrijkste infrastructuur en aangrenzende gemeenten.

## Demografie
Onderstaande figuur toont het verloop van het inwonertal (bron: INSEE-tellingen).